# 일천령일야
《일천령일야》(중국어: 一千零一夜, 병음: Yī qiān líng yī yè 이첸링이예[*])는 2018년 방송되었던 중국의 드라마이다.

## 소개
- 착하지만 자존감이 낮은 주인공이 뜻밖의 기회로 짝사랑하는 남자의 꿈속에 들어갈 수 있는 능력을 얻게 되면서 벌어지는 이야기

## 등장 인물
- 디리러바 - 링링치 역
- 왕서자 (王瑞子) - 루보니 역
- 덩룬 - 보하이 역
- 진혁룡 (陈奕龙) - 모난 역
- 장하오웨이 - 천목 역
- 주쉬단 - 저우신옌 역